# Supercopa espanyola d'hoquei sobre patins femenina 2025-2026
La Supercopa d'Espanya femenina 2025-26 és la quinta edició de la Supercopa espanyola d'hoquei sobre patins. Se celebra el 27 i 28 de setembre de 2025 al Pavelló Municipal de Lloret de Mar i és organitzada per la Federació Espanyola de Patinatge. Hi participen quatre equips, el CP Vila-sana Coop d’Ivars, campió de la Copa de la Reina 2025 i vigent campió de la competició, el Telecable HC, campió de l'OK Lliga 2024-25, el CP Esneca Fraga, subcampió de l'OK Lliga 2024-25, i el Generali HC Palau de Plegamans, campió d'Europa 2024-25 i tercer classificat de l'OK Lliga 2024-25. Es disputa en format de final a quatre, amb semifinals i final. El sorteig de les semifinals es realitzà a l’Auditori de Prensa Ibérica de l’Hospitalet de Llobregat, on el CP Vila-sana i el Telecable HC sortiren com a caps de sèrie.

## Competició

### Quadre de competició
|  | Semifinals        | Semifinals  |  |  | Final | Final |
|  |                   |             |  |  |       |       |
|  | 27 de setembre    |             |  |  |       |       |
|  |                   |             |  |  |       |       |
|  | CP Vila-sana      |             |  |  |       |       |
|  | 28 de setembre    |             |  |  |       |       |
|  | CP Fraga          |             |  |  |       |       |
|  | Finalista A       |             |  |  |       |       |
|  | 27 de setembre    |             |  |  |       |       |
|  |                   | Finalista B |  |  |       |       |
|  | Telecable HC      |             |  |  |       |       |
|  |                   |             |  |  |       |       |
|  | Generali HC Palau |             |  |  |       |       |
|  |                   |             |  |  |       |       |

### Semifinals
| CP Vila-sana Coop d'Ivars | vs. | CP Esneca Fraga |
| ------------------------- | --- | --------------- |
|                           |     |                 |

Pavelló Municipal, Lloret de Mar
| Telecable HC | vs. | Generali HC Palau |
| ------------ | --- | ----------------- |
|              |     |                   |

Pavelló Municipal, Lloret de Mar

### Final
| Finalista 1 | vs. | Finalista 2 |
| ----------- | --- | ----------- |
|             |     |             |

Pavelló Municipal, Lloret de Mar
| Finalista 1 | Finalista 2 |

| #          | Pos. | Nom |  |
| ---------- | ---- | --- |  |
|            | POR  |     |  |
|            |      |     |  |
|            |      |     |  |
|            |      |     |  |
|            |      |     |  |
|            |      |     |  |
|            |      |     |  |
|            |      |     |  |
|            |      |     |  |
|            | POR  |     |  |
| Entrenador |      |     |  |
|            |      |     |  |

| Campió de la Supercopa d'Espanya 2025 |
| ------------------------------------- |
|                                       |

| #          | Pos. | Nom |  |
| ---------- | ---- | --- |  |
|            | POR  |     |  |
|            |      |     |  |
|            |      |     |  |
|            |      |     |  |
|            |      |     |  |
|            |      |     |  |
|            |      |     |  |
|            |      |     |  |
|            |      |     |  |
|            | POR  |     |  |
| Entrenador |      |     |  |
|            |      |     |  |